# Polysorbat 60
Polysorbat 60 ist eine grenzflächenaktive Substanz, die  als Emulgator und Netzmittel beispielsweise in Lebensmitteln und Arzneimitteln verwendet wird.

## Eigenschaften
Der Abkömmling des Sorbits als komplexe Verbindung mit Fettsäuren (hauptsächlich Stearinsäure 50) und Ethylenoxid wird in einem mehrstufigen Verfahren aus  üblicherweise pflanzlichen Fetten hergestellt. Polysorbat 60 hat einen HLB-Wert von 14,9 und ist daher zur Herstellung von Öl-in-Wasser-Emulsionen geeignet. Die emulgierende Wirkung ist stark und unabhängig von Säuregehalt und Temperatur.

## Verwendung
Polysorbat 60 ist in der EU als Lebensmittelzusatzstoff der Nummer E 435 für bestimmte Lebensmittel in Mengen von bis zu fünf, in Backfetten auch bis zu zehn Gramm pro Kilogramm und in Nahrungsergänzungsmitteln ohne Höchstmengenbeschränkung (quantum satis) zugelassen. Die erlaubte Tagesdosis beträgt 10 Milligramm pro Kilogramm Körpergewicht für alle Polysorbate zusammengenommen. Er fungiert als Emulgator, Schaummittel und Komplexbildner.
Polysorbate werden im menschlichen Organismus wie Fettsäuren metabolisiert und in der Natur wie ein natürliches Fett biologisch abgebaut.